# Ia Pal
Ia Pal là một xã thuộc huyện Chư Sê, tỉnh Gia Lai, Việt Nam.
Xã Ia Pal có diện tích 22,73 km², dân số năm 1999 là 4.755 người, mật độ dân số đạt 209 người/km².